# Evangelion: 3.0 You Can (Not) Redo
Evangelion 3.0: You Can (Not) Redo (ヱヴァンゲリヲン新劇場版：Ｑ, Evangerion Shin Gekijōban: Kyū, bra: Evangelion 3.33: Você (Não) Pode Refazer) é um filme de anime lançado em 2012, dirigido por Hideaki Anno e o terceiro de quatro filmes da série Rebuild of Evangelion. Comunicados iniciais à imprensa sobre o novo filme da série anunciou que a terceira e a quarta parte seriam a metade do comprimento e apresentados em conjunto. No dia 1 de janeiro de 2012, o site oficial Evangelion revelou que os filmes seriam lançados separadamente.
O título provisório em japonês foi ヱヴァンゲリヲン新劇場版:急 (Evangelion Shin Gekijōban: Kyū, Evangelion New Movie Edition: Rush) com a prévia incluída no final de Rebuild of Evangelion 2.0, o Kyu foi substituído com a pronuncia idêntica da letra "Q", seguida do subtítulo "Quickening", que tem o mesmo significado de "Rush", com a nuance adicional dos primeiros movimentos de uma criança em gestação (Além disso, no Japão, a escolha estilística de substituir o "Q" pelo kanji 急 não é incomum). O título completo internacional You Can (Not) Redo foi anunciado em 12 de novembro de 2012.
Foi seguido por Evangelion: 3.0+1.0, lançado no Japão em 8 de março de 2021.